# 炭水化物 (お笑い)
炭水化物（たんすいかぶつ）は、日本の女性お笑いコンビである。ワタナベエンターテインメントに所属していた。

## 来歴
メンバーのゆずとゆきこは高校生時代は同じ高校（日本大学第一高等学校）に在学。二年生いっぱいまでは全く面識が無く、三年生（2002年）になって同じクラスになってからもしばらくは関わり合うことは無かったが、FIFAワールドカップを一緒に観戦に行ったことがきっかけで仲良しになっていったという。
2003年に二人揃って日本大学に進学、ゆずがゆきこを誘う形で二人で落語研究会（日本大学経商法落語研究会）に入会。そこで炭水化物を結成し、本格的にお笑いの活動を始める。一年間はほぼ落研のライブで活動。
2004年には大学落研対抗ライブ「WCN杯」に出場した他、5月19日に学外では初めてのライブ「雑音フェティッシュ」に出演M-1グランプリに初出場、二回戦まで進出。2004年ワタナベエンターテインメントに所属、同社主催のライブ「WEL」など多く出演。
2008年4月より、ゆきこの体調不良のため活動を休止している（下記の公式ホームページ内BBSの、ゆず本人からの2008年4月2日付書き込みによる）。

## 芸風
ショートコントを中心に展開。始まりの台詞には「みんな大好き～、ショートコント～」などの台詞があり、コントの合間には「タンランラ～ララ～ン」と歌ってブリッジを入れている。終わり前に「最後はおまけの一発ギャグ!」として一発ギャグを披露することがあった。
なお、結成当初はイラストネタをやっていたが、ウケが悪かったのでショートコントに変えたとのことである。

## メンバー
- ゆず（ゆず　1985年3月3日（40歳） - ）
  - 千葉県出身、身長153cm、血液型はA型。立ち位置は向かって左。
  - 好きな食べ物はチョコレート、一口羊羹。趣味は洋裁、読書
- ゆきこ（由起子　1984年5月27日（40歳） - ）
  - 東京都出身、身長148cm、血液型はA型。立ち位置は向かって右。　　
  - 趣味は読書、ゲーム、特技は創作料理。好きな映画は『キング・アーサー』、『オーロラの彼方へ』。好きな漫画は『DEATH NOTE』『殺し屋イチ』。

（）

## 出演

### テレビ
- ニューカマーズ『どん底』（フジテレビ、2006年10月17日）
アルプスの少女ハイジのショートコントを演じた。
- エンタの神様（日本テレビ、2007年7月28日）
キャッチコピーは「の～転気なメデタシ組（コンビ）」[5]。昔話ショートコントで[6]、「アリとキリギリス」「マッチ売りの少女」「花咲か爺さん」「シンデレラ」「白雪姫」の、それぞれの昔話のショートコントを披露。
- 爆笑最前線（NHK衛星第2テレビジョン）

### ライブ
- WEL -ワタナベエンターテインメントライブ
- お笑いライブ“TEPPEN”
- ガールズガーデン（スタジオtwl）

他

### DVD
- お笑いスター（予定）名鑑 （2005年2月10日　株式会社グレードコミュニケーション]）